# Abd Allah ibn Amr ibn al-As
Abd Allah ibn' Amr ibn al-'As (mort en 684 CE / 65 AH, fils de 'Amr ibn al-'As des Banu Sahm) est un compagnon du prophète de l'islam Mahomet. Il est l'auteur de Al-Sahifah al-Sadiqah (L'Écrit véridique, en arabe : الصحيفة الصادقة), un document de compilation de hadiths qui comptait environ un millier de récits de Mahomet,.

## Biographie
Abd Allah ibn' Amr ibn al-'As a embrassé l'islam en l'an 7 AH un an avant son père, Amr ibn al-'As. Mahomet avait l'habitude de montrer sa préférence à Abd Allah ibn 'Amr en raison de sa vaste connaissance des préceptes du Coran et aussi des anciennes Écritures comme la Torah. Il a été l'un des premiers compagnons à écrire des hadiths, après avoir reçu la permission de Mahomet de le faire. Le célèbre rapporteur de hadiths Abu Huraira disait d'Abd Allah ibn 'Amr qu'il était plus compétent que lui. 
Sa compilation des hadiths recueillis et transcrit dans Al-Sahifah al-Sadiqah a été reprise intégralement par le traditionaliste Ahmed Ibn Hanbal dans son Musnad que lui avait transmis son petit-fils 'Amr ibn Shu'ayb. 
La date de décès de Abdallah ibn Amr n'est pas connu de façon précise car les sources divergent sur ce point : il a été dit qu'il est mort en 684, 685, 687, 689 à l'age de 72 ou 92 ans. 
Physiquement, il est décrit comme quelqu’un de grand avec un ventre proéminent. Il a vécu ses dernières années aveugle. 